# Johann Rist

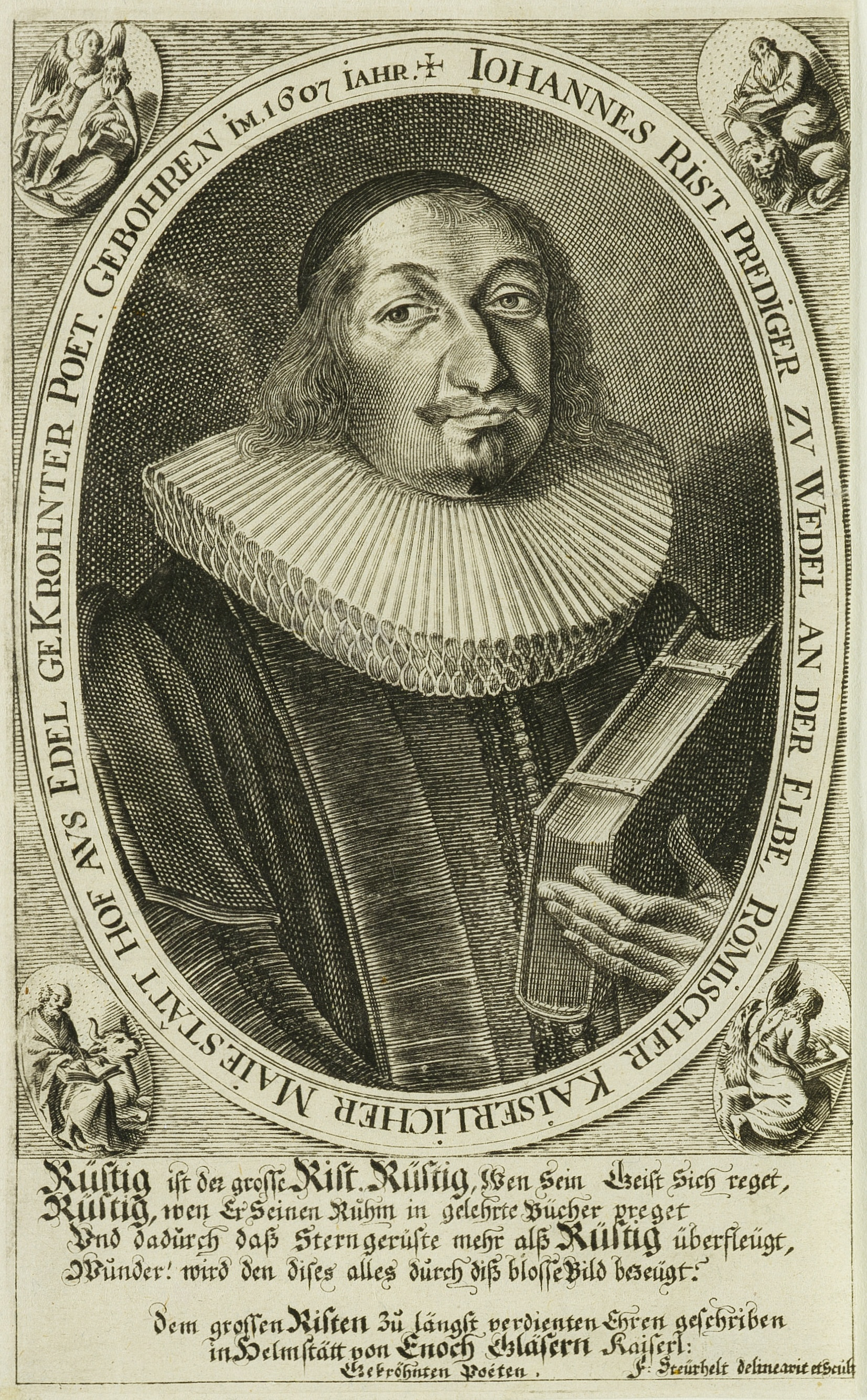
Johann Rist um 1651

Johann Rist (* 8. März 1607 in Ottensen (heute Stadtteil von Hamburg); † 31. August 1667 in Wedel (Holstein)) war ein deutscher Dichter und evangelisch-lutherischer Theologe und Pastor.

## Leben und Wirken

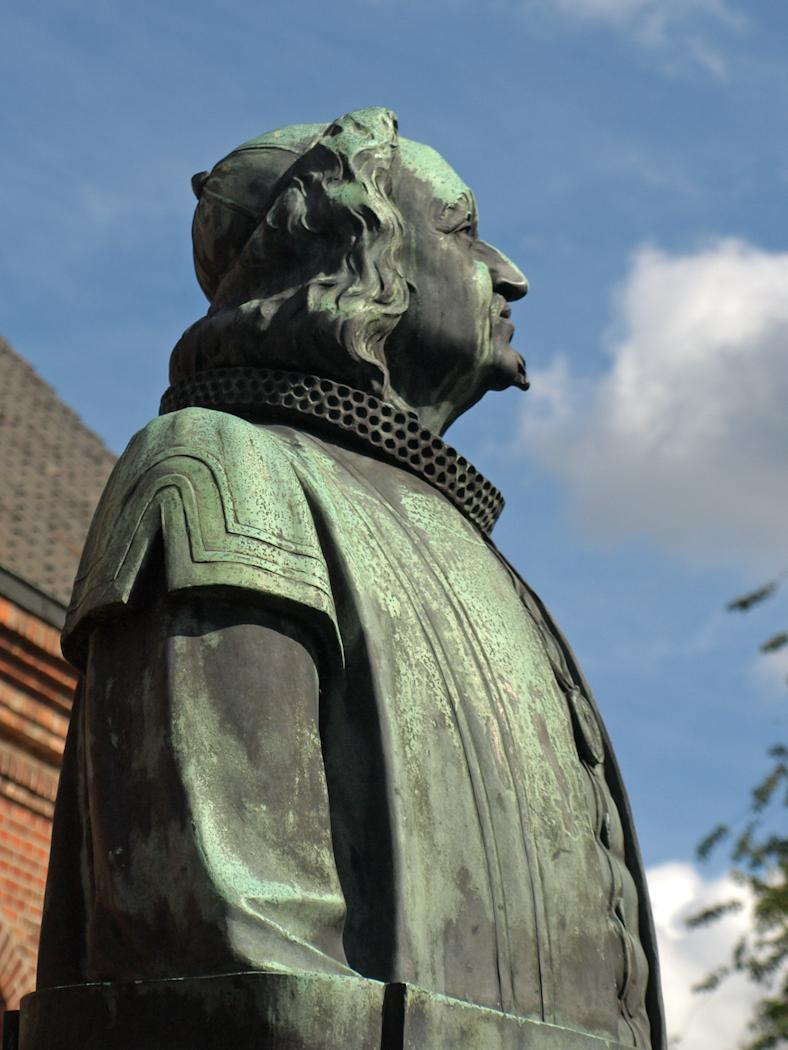
Johann-Rist-Denkmal in Wedel

Johann Rist war der älteste Sohn des aus Nördlingen stammenden evangelisch-lutherischen Pastors Caspar Rist (1581 – nach Michaelis 1626) und seiner Ehefrau Margarethe Ringemuth. Johann Rists Vater war Pastor in Ottensen (damals Holstein-Pinneberg). Nach erstem Unterricht durch den Vater und einen Hauslehrer besuchte Rist ab 1619 das Johanneum in Hamburg und ab Ostern 1626 das Gymnasium illustre in Bremen.
Im Herbst 1626 wurde Rist Lehrer eines jungen Mannes in Hamburg. Mit ihm zusammen reiste er nach Rostock und begann ein Theologie-Studium an der dortigen Universität. Es könnte sich dabei um den gleichaltrigen Chrysostomus Cöler gehandelt haben, den Rist als seinen Rostocker „Stuben-, Tisch- und Bettgenossen“ bezeichnete. Eine Immatrikulation von Rist (und Cöler) ist im Rostocker Matrikelportal allerdings nicht nachweisbar.
1629 wechselte er zusammen mit Cöler an die schaumburgische Universität Rinteln, wo er u. a. bei Johannes Gisenius und Josua Stegmann studierte. Nach dem Studium ging Rist nach Hamburg zu seinem Rostocker Kommilitonen Ernst Stapel. Mit diesem schrieb und publizierte er Theaterstücke und trat auch selbst als Darsteller auf.
1633 wurde Rist Hauslehrer beim Landschreiber Heinrich Sager in Heide. Im gleichen Jahr verlobte er sich mit Elisabeth Stapel, der Schwester des Freundes Ernst († 1635) und des Pinneberger Amtmanns Franz Stapel. Durch Hilfe des Letzteren wurde er im Frühjahr 1635 zum Pastor in Wedel in der Grafschaft Holstein-Pinneberg nahe Hamburg berufen. Kurz nach seinem Amtsantritt heiratete Rist seine Verlobte. Aus der Ehe gingen fünf Kinder hervor, von denen zwei früh verstarben. Ein Nachfahre war der Schriftsteller Johann Georg Rist.
1653 wurde Rist von Kaiser Ferdinand III. als Comes Palatinus Caesareus (kaiserlicher Hofpfalzgraf) in den Adelsstand erhoben und erhielt gleichzeitig den Ehrentitel Poeta laureatus. Das ihm verliehene Wappen zeigt einen Schwan und einen Lorbeerkranz. Sein Freund, Herzog Christian von Mecklenburg, verlieh ihm im selben Jahr den Titel eines Kirchenrates.
Beim Einfall der Schweden unter General Lennart Torstensson im Torstenssonkrieg verlor Rist durch Plünderungen seine wertvolle Bibliothek und im Zweiten Nordischen Krieg 1658 noch einmal alles Hab und Gut. Er musste außerdem mit seiner Familie nach Hamburg flüchten. Nachdem 1662 seine Frau Elisabeth gestorben war, heiratete Rist zwei Jahre später Anna Hagedorn, geb. Badenhop, die Witwe seines 1660 verstorbenen Freundes Johann Philipp Hagedorn, die 1680 starb.
Ab 1663 veröffentlichte Rist in lockerer Folge sechs Monatsgespräche, Dialoge über jeweils ein spezielles Thema: Januar – die Tinte; Februar – das Landleben, März – der Stein der Weisen, April – die Malerei, Mai – Lese- und Schreibkunst, Juni – die Todesbetrachtung. Nach Rists Tod wurden die restlichen sechs Monatsgespräche durch Erasmus Finx ergänzt.
Johann Rist starb am 31. August 1667 im Alter von 60 Jahren in Wedel. Die Leichenpredigt hielt der Kremper Pastor Johann Hudemann seinem Wunsch entsprechend über „Gott, sei mir Sünder gnädig“.

## Bedeutung
Johann Rist gilt neben Paul Gerhardt als der bedeutendste protestantische geistliche Dichter des 17. Jahrhunderts. Von seinen Liedern sind im Evangelischen Gesangbuch bis heute folgende zu finden: das Weihnachtslied Brich an, du schönes Morgenlicht (EG 33, auch in Johann Sebastian Bachs Weihnachtsoratorium), das Neujahrslied Hilf, Herr Jesu, lass gelingen (EG 61), Strophen zu Friedrich Spees Passionslied O Traurigkeit, o Herzeleid (EG 80), Man lobt dich in der Stille (EG 323), das Abendlied Werde munter, mein Gemüte (EG 475) und Auf, auf, ihr Reichsgenossen (EG 536 – Anhang für Niedersachsen, Rheinland-Westfalen und Württemberg). Das im Evangelischen Gesangbuch nicht mehr enthaltene Lied O Ewigkeit, du Donnerwort diente J. S. Bach als Grundlage seiner Choralkantate BWV 20 (1724) und der Solokantate BWV 60 (1723).
Als Hauptvertreter des nordwestdeutschen Frühbarocks trat Rist in zahlreichen weltlichen und geistlichen Gedichten für ethische und moralische Ideale ein. Mehr als hundert dieser Gedichte wurden von seinem Freund, dem Kantor Michael Jakobi, vertont. Diese Lieder waren nicht für öffentliche Gottesdienste gedacht, sondern für häusliche Andachten, die weltlichen zudem für Theateraufführungen. Rist ließ nachweislich zeitlebens nie in seiner Kirche eines seiner eigenen Lieder singen. Dennoch erwarb er sich schon zu Lebzeiten eine Berühmtheit als Schriftsteller. So berichtet Wolfgang Heinrich Adelungk in seiner Kurtzen Historischen Beschreibung der Stadt Hamburg: „Dieses Jahr den 30. Augusti starb der in gantz Teutschland sehr wohl bekannte und wegen seiner Himlischen und anderen Geistreichen Liedern hochbeliebte fürtreffliche Poet Johannes Ristus Prediger zu Wedel an der Elbe.“
Andere Texte wurden von Johann Schop, Andreas Hammerschmidt und Dietrich Buxtehude (O Gottes Stadt, o güldnes Licht, BuxWV 87) vertont. 2013 wurde die komplette Schauspielmusik des Friedewünschenden Teutschlands von Bell’arte Salzburg aufgenommen und als MP3-Dateien von Irmgard Scheitler veröffentlicht.
Siehe auch Liste der Kirchenliederdichter
Auch in einem anderen Bereich zeugten Schriften und Briefwechsel von seinem politischen Engagement, so z. B. im Kontakt mit Gerhard Schepeler, dem Bürgermeister von Osnabrück.
Darüber hinaus beschäftigt er sich mit Mathematik, Botanik, Chemie, Heilkunde und Musik. Sprach- und Dichtergesellschaften schmückten sich mit seiner Mitgliedschaft. Der Pegnesische Blumenorden kennt ihn seit 1645 unter dem Namen Daphnis aus Cimbrien und die Fruchtbringende Gesellschaft seit 1647 unter dem Namen der Rüstige. 1660 gründete Rist den Elbschwanenorden und stand ihm bis zu seinem Tod unter dem Namen Palatin vor. Aus der Januar-Unterredung von 1663 über die Tinte (Das AllerEdelste Nass der gantzen Welt) stammt das Zitat: „Es bleibet […] ewig wahr / das keine grössere irdische Glückseligkeit sei unter der Sonnen / als Alles wissen / so viel gleichwol in diser Sterbligkeit uns armen Adamskindern zu wissen / oder zu lernen müglich“.
Im Köthener Gesellschaftsbuch der Fruchtbringenden Gesellschaft wird Johannes Rist unter der Nr. 467 verzeichnet. Als Emblem wird das heilige holtz der baum Guajacum genant, fremde Brasilianische landschaft, der gleichen häuslein und waßer darbey (Guajacum officinale L.) genannt und sein Motto lautet Worzu man sein bedarf. Anlässlich seiner Aufnahme in diese Gesellschaft dichtet Rist folgendes Reimgesetz:
Ist rüstig, hilft, geschwind, drum hat man mir gegeben

den nahmen Rüstig auch: Es ist mein freyer mut

Dahin gerichtet nur, ein recht Gotseligs leben

Zu lehren iederman, wie man auf seiner hut

Sol fleissig sein, und stets dem argen widerstreben

Das ists des man bedarf, wil man fruchtbringend sein

Und gehen, wan Gott ruft, Zum freudenleben ein.

## Rezeption
Das Stadtarchiv Wedel hat eine umfangreiche Sammlung zu Johann Rist. Neben Kopien von Unterlagen aus anderen Archiven befinden sich dort Originale und Kopien zahlreicher Werke. Eine Handbibliothek ergänzt die Unterlagen.
Im Jahre 2015 wurde die Johann-Rist-Gesellschaft mit Sitz in Wedel gegründet.
Das Johann-Rist-Gymnasium in Wedel, der örtliche Basketball-Verein SC Rist Wedel, die Riststraßen in Wedel und Hamburg-Winterhude und die Johann-Rist-Kehre in Quickborn-Heide wurden nach ihm benannt.

## Werke (Auswahl)
- Poetischer Lust-Garte Das ist: Allerhand anmuhtige Gedichte auch warhafftige Geschichte auß Alten und Newen beglaubten Geschichtschreiberen. Hertel, Hamburg 1638. (Digitalisat)
- Philosophischer Phoenix Das ist: Kurtze, jedoch Gründliche unnd Sonnenklare Entdeckunge der waren und eigentlichen Matery deß Aller-Edelsten Steines der Weisen. Hertel, Hamburg 1638. (Digitalisat)
- Capitan spavento Oder Rodomondades Espagnoles Das ist: Spanische Auffschneidereyen, auß dem Frantzösischen in deutsche Verß gebracht. Gutwasser, Hamburg 1640. (Digitalisat)
- Himmlische Lieder. 6 Bde., Lüneburg 1641–43
- Des Daphnis aus Cimbrien Galathee. Hamburg 1642. (Digitalisat)
- Johann Risten Poetischer Schauplatz, Auff welchem allerhand Waaren Gute und Böse Kleine und Grosse Freude und Leid-zeugende zu finden. Werner, Hamburg 1646. (Digitalisat)
- Holstein vergiß eß nicht! Hamburg 1648 (Digitalisat) (Beschreibung der Naturkatastrophe von Holstein)
- Das friedewünschende Teutschland In einem Schauspiele öffentlich vorgestellet und beschrieben. Waerner, Hamburg 1649. (Digitalisat)
- Neuer Himlischer Lieder Sonderbahres Buch. In sich begreiffend I. Klaag- und BuhssLieder, II. Lob- und DankLieder, III. Sonderbahre Lieder, IV. Sterbens- und Gerichts-Lieder, V. Höllen- und Him[m]elsLieder. Welche so wol auf bekante, und in unseren Evangelischen Kirchen gebräuchliche Weisen, Alß auf gantz Neüe, und von etlichen fürtreflichen und hochberühmten Meistern der SingeKunst wolgesetzte Melodeien können gesungen und gespielet werden. Stern, Lüneburg 1651. (Digitalisat)
- Sabbahtische Seelenlust. Stern, Lüneburg 1651. (Digitalisat)
- Neue Musikalische Fest-Andachten. Stern, Lüneburg 1655. (Digitalisat)
- Neue Musikalische Katechismus-Andachten. Lüneburg 1656
- Die verschmähete Eitelkeit Und Die verlangete Ewigkeit. Stern, Lüneburg 1658. (Digitalisat)
- Neue Musikalische Kreutz- Trost- Lob und DankSchule. Lüneburg 1659
- Sabbahtische Seelenlust, daß ist: Lehr- Trost- Vermahnung und Warnungsreiche Lieder über alle Sontaegliche Evangelien deß gantzen Jahres. Stern, Lüneburg 1651. (Digitalisat)
- Das alleredelste Leben. 1663.
- Das alleredelste Nass der gantzen Welt. Naumann, Hamburg 1663. (Digitalisat)
- Das AllerEdelste Leben Der gantzen Welt Vermittelst eines anmuhtigen und erbaulichen Gespräches, Welches ist diser Ahrt Die Ander, und zwahr Eine Hornungs-Unterredung. Naumann, Hamburg 1663. (Digitalisat)
- Die AllerEdelste Tohrheit Der gantzen Welt Vermittelst eines anmuhtigen und erbaulichen Gespräches, Welches ist diser Ahrt, Die Dritte, und zwahr Eine Märtzens-Unterredung. Naumann, Hamburg 1664. (Digitalisat)
- Die alleredelste Belustigung Kunst- und Tugendliebender Gemühter. Naumann, Hamburg 1666. (Digitalisat)
- Die Kaiser des Juliani Das ist, Eine anmuhtige Satyra oder Schimpfgedichte des Abtrünnigen Käisers Juliani, (...) Aus dem Grichischen ins Teutsche gebracht und mit nützlichen Anmerkungen erklähret durch Einen Liebhaber guter Wissenschaften und Sprachen. Naumann, Hamburg 1663. (Digitalisat)
- Des Edlen Dafnis aus Cimbrien besungene Florabella. Hamburg 1666
- Die AllerEdelste Belustigung Kunst- und Tugendliebender Gemühter Vermittelst eines anmuhtigen und erbaulichen Gespräches Welches ist dieser Ahrt, Die Vierte, und zwahr Eine Aprilens-Unterredung. Naumann, Hamburg 1666. (Digitalisat)
- Die alleredelste Erfindung der Gantzen Welt Vermittelst eines anmutigen und erbaulichen Gespräches, Welches ist dieser Art, die Fünffte, Und zwar eine Mäyens-Unterredungen. Schiele, Frankfurt 1667. (Digitalisat)
- Neuer teutscher Parnaß auff welchem befindlich Ehr- und Lehr-, Schertz- und Schmertz-, Leid- und Freuden-Gespräche. Haubold, Kopenhagen 1668.
- Die alleredelste Zeit-Verkürtzung Der Gantzen Welt Vermittelst eines anmuthigen und erbaulichen Gespräches, Welches ist dieser Art die Sechste, Und zwar eine Brachmonats Unterredungen.Schiele, Frankfurt an dem Mayn 1668. (Digitalisat)